# 腓利門書
《腓利門書》或譯《費肋孟書》（希臘語：ΠΡΟΣ ΦΙΛΗΜΟΝΑ），不僅是“外邦人的使徒”所寫的最短的一封信，而且在整本新約聖經中，只有約翰二、三書比腓利門書的篇幅更短。此外，這是使徒保羅唯一的“私人”信件，意即不是正式寫給一群會衆或一位監督，而是寫給一位私人朋友，目的是要與這位基督徒弟兄討論一個特别的難題。這位弟兄顯然就是富有的腓利門。他住在小亞細亞中部弗呂家的歌羅西城。
《腓利門書》主題：在新人裡信徒身分平等的例證。

## 寫作背景
保羅把寫這封信的目的清楚透露出來： 保羅在羅馬首次被囚時（公元59–61年）有很大的自由向人传道。聽他傳道的人當中有一位名叫阿尼西母，是從保羅的朋友腓利門家中私自潛逃的奴隸。後來，阿尼西母成為基督徒，而保羅經阿尼西母同意，決定把他送回腓利門處。就在這時，保羅寫信給以弗所和歌羅西的會衆。在這兩封信中，他提出有關如何適當地處理基督徒主僕關係的良好訓示。 然而，除此之外保羅更另行致信給腓利門，親自代阿尼西母向腓利門提出請求。這封信是保羅親筆寫的──對保羅來説，這是頗不尋常的事。這種個人筆觸使他的請求更為有力。
這封信很可能在公元60–61年寫成，當時保羅可能在羅馬從事傳道工作已有相當時日，因此已令一些人歸信基督。此外，鑑於他在第22節表示希望從獄中獲釋，可以認為這封信是保羅入獄後過了一段時間才寫的。圣经的记载可以看出，這三封信：寫給腓利門的信，以及致以弗所书和歌羅西书會衆的信──都是由推基古和阿尼西母送出的。。
不过对此有学者不认同，认为是保罗在以弗所坐监时所写的，如著名的新约学者赖特。

## 关于作者
腓利門書第一節表明保羅是該書的執筆者， 因為這節經文提及保羅的名字。俄利根和特土良都承認這點。此外，寫成於公元第二世紀的穆拉托里殘片將這本書列在保羅的其他書信中。這點也足以證明它的真確性。

## 主要内容
阿尼西母被遣回主人那裏，但“乃是高過奴僕”（第1-25節）。保羅向腓利門、“姊妹”亞腓亞、“與我們同工”亞基布以及在腓利門家裏的會衆問安。他稱讚腓利門（名字含有“富於愛心”的意思），因為他向主耶穌和衆聖徒表現愛心和信心。有關腓利門富於愛心的報告令保羅感覺十分欣慰。保羅以年長者和囚犯的身分非常率直坦誠地説話，表達他對“兒子”阿尼西母的關注。保羅是在捆鎖中成為阿尼西母的“父親”的。阿尼西母（名字含有“有利”的意思）從前對腓利門沒有用處，但是現在卻對他和保羅都大有用處。
使徒保羅本來有意將阿尼西母留下來在獄中伺候自己，但卻不願未得腓利門同意便如此行。因此，他把阿尼西母送回去， “他不再是奴僕，乃是高過奴僕，是親愛的兄弟。”保羅請求腓利門仁慈地接待阿尼西母，如同接待保羅一樣。若阿尼西母曾虧欠了腓利門什麼東西，就都歸在保羅的帳上好了， 因為正如保羅告訴腓利門説：“連你自己也是虧欠於我。”保羅希望自己能早日獲得釋放，以便前往探望腓利門。最後，他以問候結束了這封信。

## 内涵和影响

### 处理奴隶的问题
在对待奴隶这个问题是，保羅显示他所傳講的並非一種“社會福音”，試圖推翻當時存在的事物制度及其風俗習慣，例如奴隸制度。他甚至沒有私自解放做奴隸的基督徒；相反，他把潛逃的奴隸阿尼西母從超過1400公里外的羅馬遣回他在歌羅西的主人腓利門那裏。因此，保羅忠於他作使徒的崇高職分，始終如一地緊守他的神聖任務，那便是，“傳講國度的福音，教導有關主耶穌基督的事”。

### 一世纪基督徒之间的关系
保羅給腓利門的信顯示出存在於第一世紀基督徒當中的愛心與團結。圣经显示，早期的基督徒以“弟兄”“姊妹”互稱。 此外，這封信也表明怎樣把基督教的原則實際應用在基督徒弟兄當中。從保羅的书信中可以看到他如何流露愛弟兄的心，尊重各種世俗關係及别人的財産，表現有效的機巧和可嘉的謙卑精神。保羅雖是基督徒會衆的領導監督之一，卻沒有以他所擁有的權威强迫腓利門寬恕阿尼西母；相反，他根據基督徒的愛心及個人的友誼向腓利門提出懇求。这是今日的教士和監督們应当向保罗学习的地方。

### 阅读圣经
- 腓利门书 （页面存档备份，存于）
- 腓利門書 （页面存档备份，存于）
- 思高聖經學會藏書 (The Studium Biblicum OFM Collections) （页面存档备份，存于） 香港浸會大學圖書館 華人基督教文獻保存計劃
- 基督教古籍數據庫 (Christianity Rare Books Database) （页面存档备份，存于）  香港浸會大學圖書館, 特藏及文獻組.